# Al-Ittihad (Syrien)
al-Ittihad ist ein Sportverein aus Syriens zweitgrößter Stadt Aleppo. Aktuell spielt die Herren-Fußballmannschaft des Vereins in der höchsten Liga Syriens, der Syrischen Profiliga. Seine Heimspiele trägt die Mannschaft im Aleppo-International-Stadion (Kapazität: ca. 75.000 Plätze), welches am 3. April 2007 in einem Freundschaftsspiel gegen Fenerbahçe Istanbul eröffnet wurde, aus. Ittihad (arabisch الاتحاد, DMG al-Ittiḥād) bedeutet Eintracht. Gegründet wurde der Verein 1953. Bisher wurde die Herren-Fußballmannschaft sechsmal Meister und achtmal Pokalsieger. In der Anzahl der Meistertitel wird er gemeinsam mit Al-Karama nur von al-Dschaisch übertroffen, al-Ittihad hat aber die meisten Pokalsiege errungen.
Nach zwei Jahren entließ der Verein im April 2009 seinen rumänischen Trainer Valeriu Tița, der daraufhin im September 2009 in seiner Heimatstadt den Zweitligisten FC Drobeta Turnu Severin übernahm. Als sich abzeichnete, dass sich FC Drobeta in der Winterpause 2009/10 aus finanziellen Gründen auflösen würde, kehrte Tița zu al-Ittihad zurück und brachte den Torwarttrainer Dan Racolța mit. Am 6. November 2010 gewann al-Ittihad den AFC Cup 2010 und damit als erster syrischer Verein einen asiatischen Mannschaftswettbewerb.
Die zweite sportliche Hauptabteilung des Vereins ist der Basketball. Zuletzt konnte im Jahre 2006 eine von mehreren Meisterschaften gefeiert werden.

## Vereinserfolge

### National
- Syrischer Meister: 1967, 1968, 1977, 1993, 1995, 2005, 2025[4]
- Syrischer Vizemeister: 1983, 1988, 2002, 2003, 2007, 2009, 2018
- Syrischer Pokalsieger: 1966, 1973, 1982, 1984, 1985, 1994, 2005, 2006, 2011, 2022
- Syrischer Pokalfinalist: 1989, 1992, 2003, 2008

### Kontinental
- AFC Cup: 2010

- AFC Champions League
Halbfinale 1986